# Сафтер Нагаєв
Сафте́р Нага́єв (крим. Safter Nagayev; по батькові: Аблямітович; *1 січня 1941, Кючук-Озен, Алуштинський район, Кримська АРСР, РСФСР, СРСР, тепер с. Малоріченське, Алуштинська міська рада, АРК, Україна — 2 липня 2009, Сімферополь, Україна) — радянський, узбекистанський і український кримськотатарський письменник, публіцист, літературознавець, перекладач і педагог. «Заслужений працівник культури УзРСР» (1991), нагороджений орденом «Дружба» Республіки Узбекистан (1998).

## З життєпису
Народився 1 січня 1941 року в селі Кючук-Озені. 
Під час депортації 4-річною дитиною опинився у Ферганській області Узбекистану. 
Після закінчення 1963 року Ташкентського державного університету працював спершу вчителем.
У 1965—1987 роках — літературний співробітник і завідувач відділу республіканської газети «Ленин байрагъы» («Ленінський прапор»). 
У 1987—2000 роках Сафтер Нагаєв був літконсультантом і відповідальним секретарем з національної літератури Спілки письменників Узбекистану. У 2000—2002 роках — заступник головного редактора часопису «Саглом авлод учун» («За здорове покоління»)
Починаючи від 2002 року, після повернення до України (Крим) і до кінця життя працював старшим викладачем Кримського інженерно-педагогічного університету (предмет: кримськотатарська література). 
Помер Сафтер Нагаєв 2 липня 2009 року в місті Сімферополі після тривалої хвороби.

## Творчість
Сафтер Нагаєв — автор публіцистичних творів, документальних повістей, наукових досліджень з проблем кримськотатарської літератури, опублікував понад 20 книг, численні розвідки та есеї. 
У співавторстві з колегою-письменником Р. Фазилом підготував і видав книгу «Къырымтатар эдебиятынынъ тарихы» («Історія кримськотатарської літератури»).
Плідно працюючи в царині документалістики, створив яскраві образи класиків національної літератури, зокрема в есеях про Ісмаїла Гаспринського, Бекіра Чобан-заде, а також поетів-фронтовиків, учасників війни і  партизанів. Відтак, результатом цієї багаторічної роботи стала книга «Гъурбетликте къалгъан эдждатларымызнынъ хатырасы» («У пам'ять тих, які зосталися на чужині»).
Його перу належать також монографії «Роман ве Заман» («Роман і Час»), «Инкишаф ëлуннен» («Шляхом розвитку»).
Вибрана бібліографія
- Гъурбетте къалгъан эдждатларымызнынъ  хатырасы : Весикъалы эссе – икяелер / С. Нагаев. – Акъмесджит, 2005. –
  - 1-нджи китап. – 2005. – 288 с. : фото.
  - 2-нджи китап. – 2013. – 320 с. : фото.
- Девир аралыкъларында : эдебий-тенкъидий макъалелер, эсселер, субетлер / С. Нагаев. – Симферополь, 2008. – 320 с. : фото, портр.
- Шаир намын халкъ сакълар : Эшреф Шемьи-заде замандашларынынъ хатырлавларында ве шаирлеримизнинъ иджадында / / С. Нагаев ; «Эдебият» джемиети ; тертип этиджи-муэллиф Р. Фазыл. – Симферополь, 2008. – 248 с. : 10 вкл. л. (фото).

Переклав узбецькою твори низки кримськотатарських письменників.

## Членство у професійних організаціях і визнання
Сафтер Нагаєв був членом творчих спілок:
- Спілка журналістів СРСР (від 1967 року);
- Спілка письменників СРСР (від 1982 року);
- Спілка письменників Узбекистану (від 1991 року);
- Національна спілка письменників України (від 2002 року).

За свою творчу діяльність Сафтер Нагаєв мав відзнаки й нагороди від Узбекистану:
- почесне звання «Заслужений працівник культури УзРСР» (1991);
- Орден «Дружба» Республіки Узбекистан (1998).

## Особисте життя
Дружина — Шукраніє, у подружжя двоє дітей — син Ділявер і дочка Севіль.